# Geirangers kyrka
Geirangers kyrka (bokmål: Geiranger kirke, nynorska: Geiranger kyrkje) är en församlingskyrka som tillhör den norska kyrkan i Stranda kommun i Møre og Romsdal fylke i sydvästra Norge. Kyrkan är belägen i byn Geiranger vid slutet av Geirangerfjorden. Den är församlingskyrka för Geirangers socken, som ingår i Nordre Sunnmøre prosteri i Møre stift och byggdes 1842 i en åttkantig design efter ritningar av arkitekten Hans Klipe. Kyrkan har plats för cirka 124 personer. Kyrkan har utnämnts till ett norskt kulturminne.

## Bilder

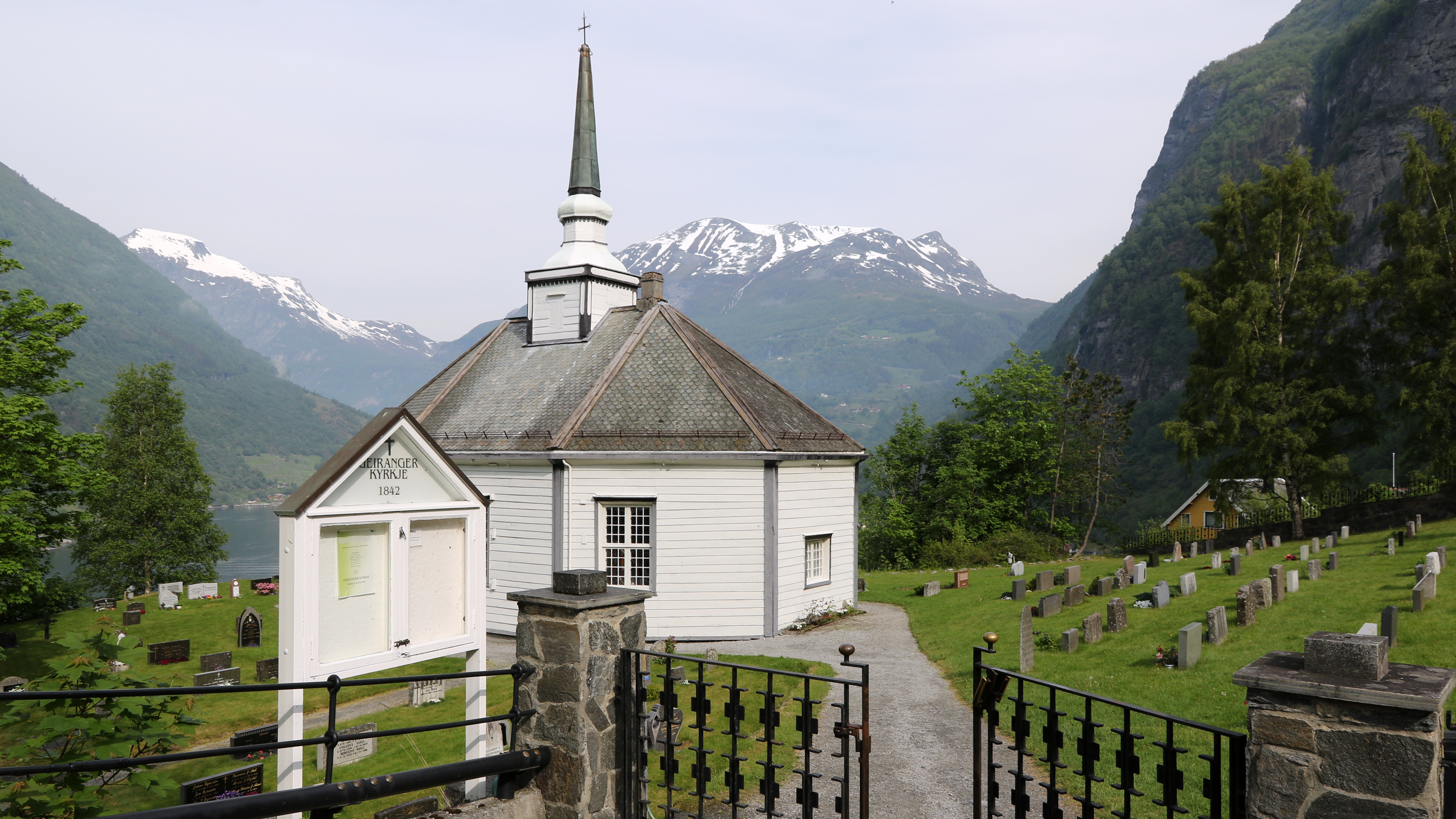
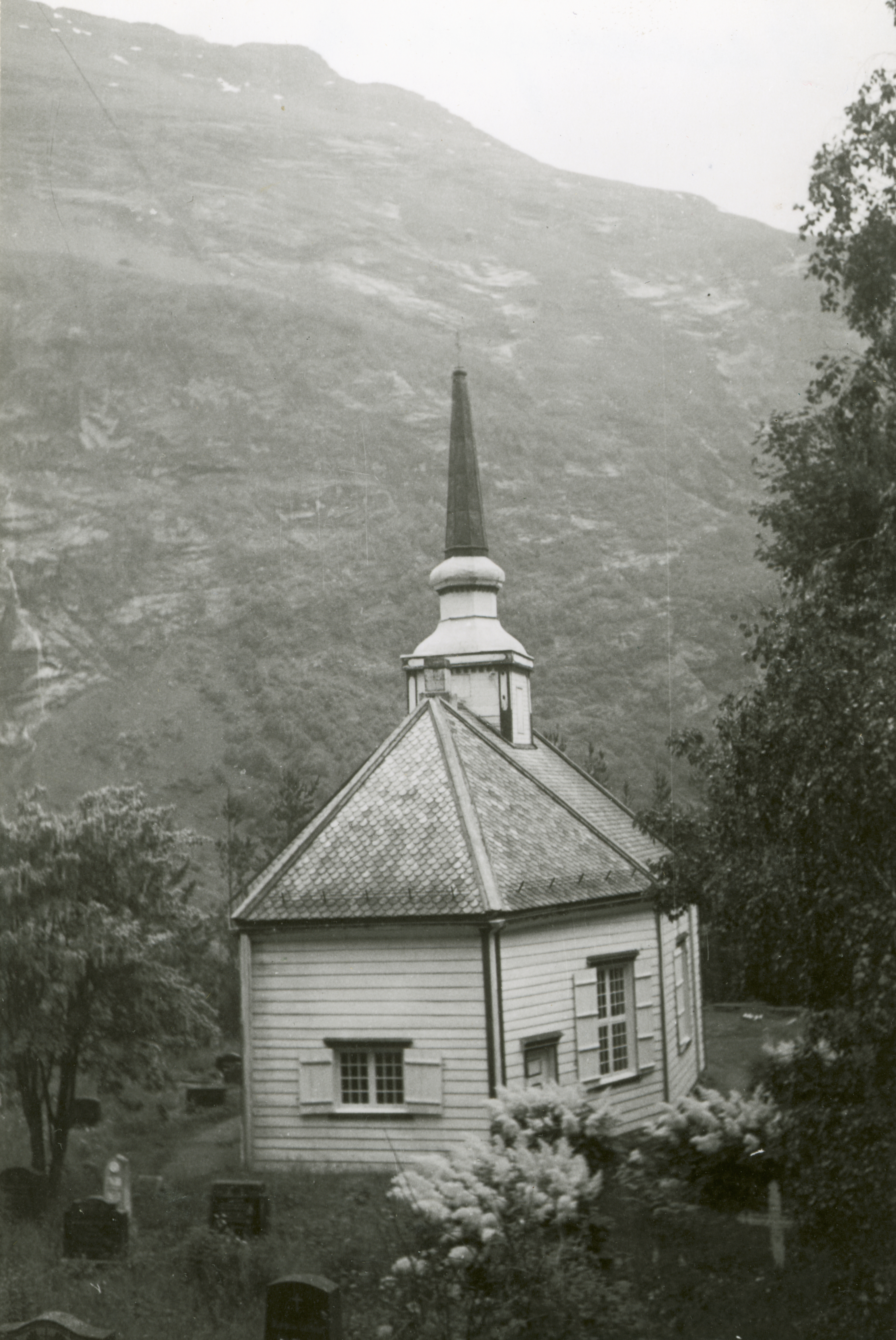
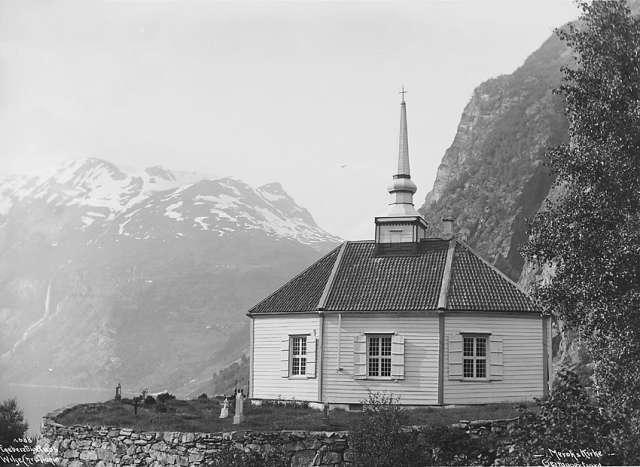